# Podengo crioulo
För andra betydelser, se Podenco.
Podengo crioulo (eller podengo brasileiro) är en hundras från Brasilien. Den är en jagande pariahund. Rasen är spridd över hela Brasilien och den härstammar från hundar som förts från Europa av portugisiska nybyggare. Rasen är inte erkänd av den brasilianska kennelklubben Confederação Brasileira de Cinofilia (CBC).